# Конспиративна теория за контролираното разрушаване на Кулите близнаци
Срутването на Кулите близнаци става вследствие на терористичните атаки от 11 септември 2001 година. Във всяка от кулите се врязва по един самолет, отвлечен от терористите. След удар на Полет 175 на „Юнайтед Еърлайнс“ южната кула се срутва в 9:59 ч. Източно американско време, по-малко от час след удара, след което същата участ постига и Северната кула, в 10:28 ч., когато е ударена от Полет 11 на „Американ Еърлайнс“. Вследствие на това са убити 2753 души, включително 157-те пътници в двата самолета. В 5:20 ч. следобяд съседната кула 7 (СТЦ 7) също се срива до земята. Там няма жертви поради своевременното евакуиране на работилите в нея 4000 души. В сградата са се намирали офиси на ЦРУ, на Секретните служби и на Центъра за извънредни ситуации на нюйоркското кметство.
Според Националния институт за стандарти и технологии (НИСТ) пожарът в кулите причинява отслабване на стоманената носеща конструкция, вследствие на което горните етажи на небостъргачите поддават, а долните етажи не могат да удържат на натиска на тежестта. Докладът на НИСТ описва обстоятелствата, довели до започване на процеса на срутване, според НИСТ пълното срутване след това е било неизбежно, но не дава никакво описание на поведението на конструкциите след началото на срутването.
Теорията за контролираното разрушаване на Кулите близнаци и сграда 7 се подкрепя от над 1500 архитекти и инженери, които са създали своя организация за разследване на атентатите. Теорията е изложена в книгата „11 септември и Американската империя: Интелектуалците не мълчат“ на професора по теология и философия Дейвид Рей Грифин, а американският физик Стивън Джоунс през 2005 година също изнася своите аргументи в подкрепа на тази теория. Вследствие на тези си изследвания той е принуден да напусне университета в който работи и да приеме ранно пенсиониране.
Кулите близнаци са планирани да устоят на сблъсъци с Боинг 707, най-големият пътнически самолет за своето време, голям почти колкото Боинг 767 (каквито са самолетите на полет 11 и полет 175). Преди, а и след 11 септември 2001 година небостъргачи със стоманена конструкция никога не са се срутвали вследствие на пожар.. През 1945 година в Емпайър Стейт Билдинг се врязва бомбардировач. Сградата не се срутва. През 1988 небостъргач на 62 етажа в Лос Анджелис гори в продължение на три часа, пожарът се разпространява на четири етажа, но сградата не пада. През 1991 38-етажен небостъргач във Филаделфия гори в продължение на 19 часа, пожарът унищожава осем етажа, но сградата продължава да стои. През 2004 година здание на 56 етажа във Венецуела гори 17 часа, 26 етажа са унищожени, но зданието не пада. През 2005 г. в Мадрид хотел Уиндзор гори 24 часа, напълно са унищожени десет етажа, горната част на сградата се разрушава, но долната остава. За сравнение Кулите близнаци се разпадат на прах след като са горели съответно само 56 и 102 минути.
Вследствие на изложените по-горе становища, заключението на споменатите по-горе автори е, че Кулите близнаци са разрушени в резултат на детониране на експлозиви, поставени предварително в сградите. В подкрепа на тази тяхна хипотеза се изтъкват следните аргументи:
- Краткотрайността на пожарите (56 и 104 минути съответно), липсата на достатъчно кислород, фактът, че керосинът от самолетите е изгорял за броени минути след удара, както и високата проводимост и огромното количество на стоманата според поддържащите тази теория показват, че не е достигната достатъчно висока температура, при която би била нарушена носимоспособността на стоманените колони[1]. Обикновените пожари в офиси достигат температури от 800 °C. Доказателствата, че тази температура не е достигната в случая са: хора са евакуирани от по-горните етажи, над мястото на сблъсъка, използвайки стълбището, на много снимки се виждат хора[15], стоящи на ръба и сигнализиращи за помощ, пушекът от сградата е сиво-черен, което показва ниска температура, стъклото се топи при 700 °C, но почти навсякъде стъклата остават непокътнати. Тези факти обаче са в разрез с доклада на Националния институт за стандарти и технологии на САЩ за отслабване на стоманената конструкция и последвалото срутване вследствие на високите температури. За такова отслабване и деформации са необходими температури от порядъка на 1100 °C, стоманата (в зависимост от състава) започва да се топи при 1370 °C. Горивото на самолетите при горене достига 300 – 400 °C.
- Внезапността на срутванията се посочва като друга причина за наличие на експлозиви. Сградите започват да се срутват бързо и изведнъж, като струи от пушек и прах са изхвърляни хоризонтално от всички страни на сградата, няколко етажа под линията на пулверизация.
- Времето, за което Кулите падат е близко до времето за свободно падане на тяло (в случая около десет секунди).[16] Долните етажи би трябвало да окажат съпротива и да спрат, забавят или отклонят падането на горните етажи, но в действителност това не се случва.[17]
- Симетричността на срутванията т.е. напълно вертикалното и едновременно срутване във всички посоки по отношение на вертикалната ос е характерно само за контролираното разрушение, с употребата на експлозиви. Задачата на хората, които се занимават с тази дейност, е да причинят колкото се може по-малко поражения на съседни сгради. Има вероятност самолетите да са отрязали няколко от носещите колони, но вероятността те да са едновременно нагряти до такава висока температура, че да не могат да носят товара си, е нищожно малка. Сградите са изчислени да устоят на земетресения и ветрове с ураганна сила, които по принцип имат много по-голям разрушителен ефект от удар със самолет.[18]

- Пулверизирането на бетона е друга аргументираща точка на изследванията. За превръщането на големи количества бетон във фин прах, който се разстила като пирокластни облаци над Южен Манхатън и от чието вдишване впоследствие страдат спасителните работници, е нужна енергия много по-голяма от тази, освободена от падането на сградите под действието на тежестта.[23] Горната част на Южната кула, състояща се отняколко етажа започва да пада настрани, но малко след това е пулверизирана.

- Подобните на гъба експлозии с размер около три пъти диаметъра на Кулите близнаци.[24][25]
- Изхвърлянето на отломки на десетки метри разстояние, според архитекти и инженери от Движението за истината за 11 септември, също е необяснимо. Стоманени греди са изхвърлени с такава сила, че са забити в съседни сгради.[26] Срутване само под силата на тежестта не може да обясни голямото количество енергия и механизма на това явление.
- Наблюдаването на изтичане на разтопен метал (най-вероятно течно желязо) от Южната кула минути преди тя да се срути остава необяснено.[27]
- Наличието на втечнена стомана под развалините е друг факт водещ до заключението за употребата на експлозиви и/или (нано)термит.[28][29] НИСТ признава, че пожарите не са достатъчно горещи, за да могат да разтопят стоманата, но не изключва възможността това да е разтопен алуминий (наличието на алуминий по-късно е опровергано след анализ).
- Пълното разрушение – според изчисленията на инженера Гордън Рос, блокът от горни етажи, който е поддал, няма достатъчен импулс, за да унищожи напълно небостъргачите, т.е. срутването би трябвало да бъде ограничено или прекратено.[30] Всъщност от сградите не остава почти нищо.
- Има неимоверно много свидетелски показания за експлозии в Кулите, включително от пожарникари и журналисти.[31][32] Някои от тях твърдят, че е имало експлозии в подземието на сградите преди те да започнат да падат.

Кметът на Ню Йорк Руди Джулиани заявява пред телевизия ABC, че е бил уведомен, че се очаква Южната кула да се срути. Независими изследователи с право задават въпроса дали източникът на информация на Джулиани не е свързан с операцията за контролираното разрушение. Понеже никога преди това пожар не е причинявал пълното и катастрофално срутване на небостъргач със стоманена конструкция, пожарникарите не се поколебават да влязат в сградите и да извършват спасителни работи.
Братът на Джордж У. Буш, Марвин Буш и техният братовчед Уирт Уокър III са директори в компанията Секюраком (Сратесек), която осигурява охраната на Световния търговски център до самия ден на атентатите. В седмиците преди 11 септември в Кулите има ремонтни работи, изключван е електрическият ток и специално обучени кучета за търсене на експлозиви са извеждани от сградата. Компанията също така охранява международните летища, откъдето излитат полети 77, 175 и 93.
Служители на Федералната агенция за борба с извънредни ситуации имат предварително насрочено учение в Ню Йорк за 12 септември 2001 г. и на 11 септември се намират там, което позволява веднага да поемат управлението на „кота нула“.
През 2006 г. Джордж У. Буш заявява, че при разпит на Халид Шейх Мохамед (обявен за ръководител и организатор на атентатите от 11 септември) е получена информация, според която е планирано експлозивите в небостъргачите да бъдат поставени на достатъчно високо ниво, така че хората в капана на пожарите да не могат да се спасят. Това изявление се разглежда като непряко признание, че в небостъргачите са поставени експлозиви.
През юни 2008 година сенаторът на Аризона Карън Джонсън внася официално писмо в кабинета на сенатора Джон Маккейн с молба да се срещне с група професионалисти, с които да дискутира събитията от 11 септември 2001. Тя също така произнася реч в Сената на Аризона, с което показва подкрепа на теориите за контролирано разрушение на Кулите. В тази си реч тя заявява:
| “ | Не трябва да вярвате на всяка теория за 11 септември. Всъщност съществуват такива, които трябва да бъдят отхвърлени незабавно. Но ако вярвате както тези учени, архитекти и инженери, че сградите са съборени с контролирано срутване и предварително поставяне на експлозиви, трябва да се съгласите, че имаме нужда от ново разследване... Аз мисля, че най-жестоката атака на американска земя и в американската история заслужава и най-доброто възможно разследване. | ” |

Националният инстиут за стандарти и технологии (НИСТ) заключава, че вече приетата версия е достатъчна за обяснение на разрушението на сградите. НИСТ и много учени отказват да влизат в дебат с поддръжниците на конспиративните теории, защото смятат, че това би им придало илюзия за правдоподобност. Специалистите по структурна механика и структурно инженерство общо взето приемат модела на причинено от пожарите и гравитацията срутване на Световния търговски център без използване на експлозиви. В резултат на това НИСТ заявява, че не са извършвани никакви тестове, от какъвто и да е вид, за откриване на остатъци от екплозивни материали в останките на сградите.